# The ConstruKction of Light
The ConstruKction of Light — двенадцатый студийный альбом группы King Crimson, вышедший в мае 2000 года на лейбле Virgin Records. Это первый из двух альбомов группы в формате "double duo": Фрипп — Белью — Ганн —  Мастелотто.

## Об альбоме
Альбом содержит два продолжения инструментальных произведений группы 1970-х годов. Композиция "Larks' Tongues in Aspic – Part IV" продолжает серию пьес, начатую в альбоме Larks' Tongues in Aspic и продолженную в Three of a Perfect Pair. Композиция  "FraKctured" задумывалась как пятая песня в сюите "Larks", но была переименована после того, как была признана более напоминающей  "Fracture" из Starless and Bible Black.
Фрипп был недоволен этим альбомом, считая, что он «не передаёт силу музыки в большей степени, чем любой из студийных альбомов King Crimson», поскольку ни одна композиция не исполнялась вживую перед записью, Мастелотто использовал только электронные барабаны вместо его любимой гибридной акустико-электронной установки и внимание Фриппа было больше сосредоточено на сочинении и игре, чем на записи и продюсировании. Позже Discipline Global Mobile рассматривала возможность «пересобрать» альбом с концертными записями вместо переиздания студийной версии.
По словам одного музыкального критика, с этим альбомом группа потерпела неудачу: «Не имея возможности сбросить бремя своей зачастую блестящей истории, самые многообещающие моменты ConstruKction раздавлены тяжёлой массой... Несмотря на то, насколько «прогрессивным» подход ProjeKct к фрагментированию группы казался на бумаге, после его реализации получился совершенно ретроспективный альбом».

## Список композиций
Все тексты написаны Эдрианом Белью, вся музыка написана Эдрианом Белью, Робертом Фриппом, Треем Ганном и Пэтом Мастелотто.
| №   | Название                                              | Длительность |
| --- | ----------------------------------------------------- | ------------ |
| 1.  | «ProzaKc Blues»                                       | 5:27         |
| 2.  | «The ConstruKction of Light» (часть 1)                | 5:49         |
| 3.  | «The ConstruKction of Light» (часть 2)                | 2:50         |
| 4.  | «Into the Frying Pan»                                 | 6:54         |
| 5.  | «FraKctured»                                          | 9:06         |
| 6.  | «The World's My Oyster Soup Kitchen Floor Wax Museum» | 6:24         |
| 7.  | «Larks' Tongues in Aspic – Part IV» (часть 1)         | 3:41         |
| 8.  | «Larks' Tongues in Aspic – Part IV» (часть 2)         | 2:50         |
| 9.  | «Larks' Tongues in Aspic – Part IV» (часть 3)         | 2:36         |
| 10. | «Coda: I Have a Dream»                                | 4:51         |
| 11. | «Heaven and Earth» (исполнено ProjeKct X)             | 7:46         |

## Участники записи
- Роберт Фрипп — гитара
- Эдриан Белью — гитара, вокал
- Трей Ганн — гитара Уорра
- Пэт Мастелотто — ударные